# Аканджиево
Аканджиево (болг. Аканджиево) — село в Болгарии. Находится в Пазарджикской области, входит в общину Белово. Население составляет 573 человека.

## Политическая ситуация
В местном кметстве Аканджиево, в состав которого входит Аканджиево, должность кмета (старосты) исполняет Ангел Тодоров Стоев (Движение «Георгиев день») по результатам выборов.
Кмет (мэр) общины Белово — Кузман Атанасов Маринков (коалиция в составе 3 партий; Национальное движение «Симеон Второй» (НДСВ), Болгарская социал-демократия (БСД), Союз свободной демократии (ССД)) по результатам выборов.